# Погребцы
Погребцы (укр. Погрібці) — село в Зборовской городской общине Тернопольского района Тернопольской области Украины.
Код КОАТУУ — 6122684303. Население по переписи 2001 года составляло 324 человека.
До 2020 года входило в Зборовский район.

## Географическое положение
Село Погребцы находится на правом берегу реки Стрыпа,
выше по течению на расстоянии в 1,5 км расположено село Присовцы,
ниже по течению на расстоянии в 1,5 км расположено село Калиновка,
на противоположном берегу — город Зборов.

## История
- 1501 год — дата основания.